# Première bataille du Bourget (1870)
Pour les articles homonymes, voir Bataille du Bourget.
Guerre franco-prussienne de 1870
Siège de Paris
Batailles
- Chronologie de la guerre franco-prussienne de 1870
- Sarrebruck (08-1870)
- Wissembourg (08-1870)
- Forbach-Spicheren (08-1870)
- Wœrth (08-1870)
- Bitche (08-1870)
- Phalsbourg (08-1870)
- Borny-Colombey (08-1870)
- Strasbourg (08-1870)
- Mars-la-Tour (08-1870)
- Toul (08-1870)
- Gravelotte (08-1870)
- Metz (08-1870)
- Nouart (08-1870)
- Beaumont (08-1870)
- Noisseville (08-1870)
- Sedan (08-1870)
- Montmédy (09-1870)
- Soissons (09-1870)
- Siège de Paris et chronologie du siège (09-1870)
- Nompatelize (10-1870)
- Bellevue (10-1870)
- Châtillon (10-1870
- Châteaudun (10-1870)
- Buzenval (10-1870)
- Bourget (10-1870)
- Dijon (10-1870)
- Belfort (11-1870)
- La Fère (11-1870)
- Langres (11-1870)
- Bouvet et Meteor (navale) (11-1870)
- Coulmiers (11-1870)
- Thionville (11-1870)
- Châtillon-sur-Seine (11-1870)
- Villers-Bretonneux (11-1870)
- Beaune-la-Rolande (11-1870)
- Champigny (11-1870)
- Orléans (12-1870)
- Loigny (12-1870)
- Châteauneuf (12-1870)
- Beaugency (12-1870)
- Longeau (12-1870)
- l’Hallue (12-1870)
- Siège de Péronne (1871)
- Bapaume (01-1871)
- Villersexel (01-1871)
- Le Mans (01-1871)
- Héricourt (01-1871)
- Saint-Quentin (01-1871)
- Buzenval (01-1871)

La première bataille du Bourget eut lieu du 28 au 30 octobre 1870, pendant la guerre franco-prussienne.

## Préambule
En 1870, le village du Bourget, n'est autre chose qu'une double ligne de maisons s'étendant de chaque côté de la route de Flandre, sur une pente assez rapide, à 5 400 mètres des fortifications de Paris et à 3 000 mètres du fort d'Aubervilliers au pied duquel passe la route de Flandre, à 3 000 mètres de la redoute de la Courneuve et à 5 000 mètres de Saint-Denis. Une petite rivière, la Molette, le traverse.
Le Bourget, fut occupé sans difficulté par les Prussiens dès leur arrivée sous Paris, mais ils n'y mirent d'abord que peu de monde.

## Déroulement

### Offensive française
Le 28 octobre 1870, le général de Bellemare, commandant à Saint-Denis envoie, sans l'autorisation du général Trochu, le commandant Amédée Roland (1821-1896) avec 300 francs-tireurs de la Presse s'installer au Bourget. L'amiral Saisset avait envoyé à Drancy un bataillon d'infanterie de marine afin d'occuper le village et de s'y fortifier et ainsi soutenir le Bourget. La garnison allemande est alors chassée du village. Le général de Bellemare avait demandé au commandant en chef de Paris, le général Trochu, des renforts mais cette demande avait été rejetée.

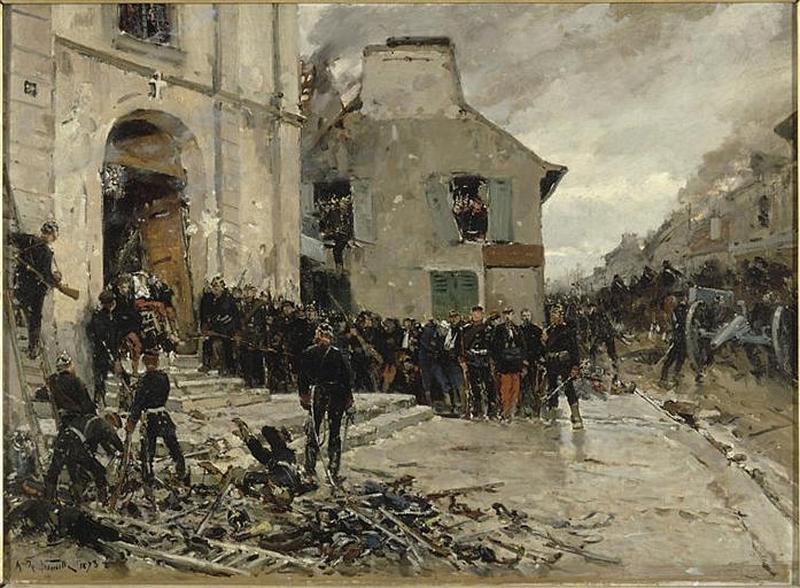
Tableau Le Bourget, 30 octobre 1870 (1878) d'Alphonse de Neuville, il représente l'église Saint Nicolas.
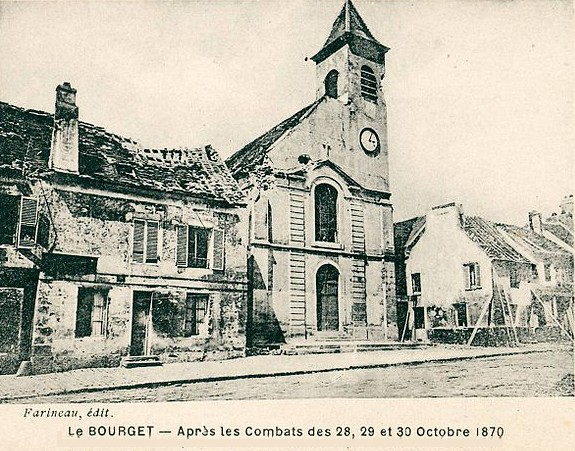
L'église Saint-Nicolas du Bourget après les combats des 28, 29 et 30 octobre 1870.
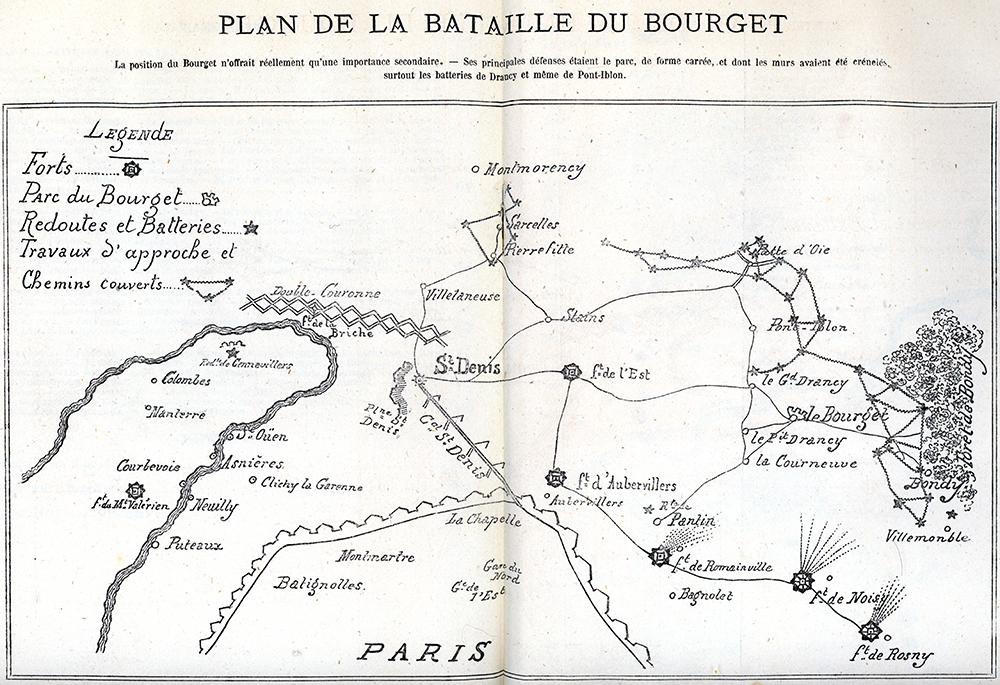
Plan de la bataille du Bourget publié dans Paris-Journal en 1870

### Contre-attaque allemande
Le 30 octobre, les Allemands contre-attaquent avec un déluge d'artillerie pendant que les fantassins prussiens avancent de trois côtés du Bourget, côté Drancy, côté Dugny et côté Le Blanc-Mesnil. Cernés au nord, à l'est et au sud-est nombre de soldats français fuient vers La Courneuve et Aubervilliers, au sud-ouest. Les Allemands coupent alors la route de La Courneuve. Seuls les commandants Brasseur et Baroche avec leurs troupes restent au Bourget et défendent la ville dans l’église Saint Nicolas et dans les rues. À 13 h, tout est fini, les Allemands ont récupéré la place laissant les troupes françaises en grand désordre.
À Drancy, faute d'artillerie, le capitaine Salmon est resté inactif durant l'opération sur le Bourget.

## Conséquences
La nouvelle de la défaite du Bourget arrive à Paris en même temps que celle de la capitulation de Metz du 27 octobre. Elles provoquent un soulèvement à Paris.
La défaite française du Bourget signe également l'évacuation militaire de Drancy.
En novembre, les Allemands fortifient Le Bourget, et font sauter la gare et détruisent la voie de chemin de fer du côté de La Courneuve.
À la suite de cela une deuxième bataille va avoir lieu au Bourget le 21 décembre 1870.